# Patience y Prudence
Patience Ann McIntyre (nacida el 15 de agosto de 1942) y Prudence Ann McIntyre (12 de julio de 1945 - 15 de septiembre de 2023), conocidas como Patience y Prudence, fueron dos hermanas que formaron un joven dúo vocal activo desde 1956 hasta 1963.

## Carrera
Patience y Prudence McIntyre  nacieron en 1942 y 1945, respectivamente, en Los Ángeles, California . Su padre, Mark McIntyre, fue un director de orquesta, pianista y compositor que trabajó con Frank Sinatra en la década de 1940.  Patience recibió su nombre en honor a una mujer que escribió poesía para The Ladies' Home Journal en la década de 1920, y el nombre de su hermana menor, Prudence, fue seleccionado porque encajaba con el de su hermana mayor. Cuando eran pequeñas, las niñas estudiaron piano y aprendieron a leer música. En el verano de 1956, su padre llevó a Prudence, de 11 años, y a Patience  de 14, al estudio Liberty Records en Los Ángeles.
El dúo hizo una grabación de demostración de la canción " Tonight You Belong to Me ", que había sido un éxito para Gene Austin en 1927, y fue escrita por Billy Rose y Lee David. Liberty los contrató e inmediatamente lanzó una grabación de las chicas cantando la canción como sencillo comercial (con el lado B, " A Smile and a Ribbon ", una composición con música de Mark McIntyre) y en septiembre la canción alcanzó el puesto número 4 en las listas de Billboard  y el número 28 en la lista de sencillos del Reino Unido,  y fue el disco más vendido publicado por Liberty en dos años. Vendió más de un millón de copias y alcanzó el estatus de disco de oro .  Se convirtió en uno de los sencillos más vendidos en las tiendas de Estados Unidos en septiembre de 1956. 
Su canción " Gonna Get Along Without Ya Now " alcanzó el puesto número 11 en la lista Billboard   y el número 22 en el Reino Unido ;  su lado B, "The Money Tree", alcanzó el puesto número 73 en los EE. UU. Aparecieron en el Perry Como Show en televisión en septiembre de ese mismo año.  También lanzaron otros sencillos como "Little Wheel" y "All I Do Is Dream of You" pero no lograron llegar a las listas nuevamente.
Lanzaron varios otros sencillos en el sello Chattahoochee Records, incluida una regrabación de "Tonight You Belong to Me" en 1964.  
En 1978, se reunieron para aparecer en un programa de televisión de Dick Clark  y declararon que, en primer lugar, ninguno de los dos quería ser artistas y que su éxito fue solo un "accidente". También afirmaron que su padre no quería que estuvieran en el centro de atención por razones personales, por lo que rechazó todas las demás ofertas televisivas y comerciales, lo que impidió que ambas niñas avanzaran con sus carreras musicales profesionales.
Collectors Choice lanzó una recopilación en CD de todos sus sencillos de Liberty Records.
Prudence McIntyre murió el 15 de septiembre de 2023, a la edad de 78 años. 

## Discografía

### Individual
| Año  | Título                                                             | Posición en el gráfico | Posición en el gráfico |
| Año  | Título                                                             | Estados Unidos         | Reino Unido            |
| ---- | ------------------------------------------------------------------ | ---------------------- | ---------------------- |
| 1956 | " Voy a arreglármelas sin ti ahora " / "El árbol del dinero"       | 11                     | 22                     |
| 1956 | "La Bahía de los Soñadores" / "No podemos cantar rhythm and blues" |                        |                        |
| 1956 | " Esta noche me perteneces " / "Una sonrisa y un listón"           | 4                      | 28                     |
| 1957 | "Chismoso" / "Qué bonito es Bali, Bali"                            |                        |                        |
| 1957 | "Brujería" / "Por aquí"                                            |                        |                        |
| 1958 | "La melodía de Pulgarcito" / "¡Caramba!"                           |                        |                        |
| 1958 | " Todo lo que hago es soñar contigo " / "Tu amor descuidado"       |                        |                        |
| 1958 | "Ángel Celestial" / "Ruedita"                                      |                        |                        |
| 1959 | "¿Debería?" / "Susurro, susurro" (con Mike Clifford )              |                        |                        |
| 1964 | "¿No lo hice?" / "Manzanas en el árbol de lilas"                   |                        |                        |
| 1965 | " Esta noche me perteneces " / "¿Cómo puedo decírselo?"            |                        |                        |

### Obras de teatro extendidas
- Una sonrisa y una canción (1957)

## En la cultura
- La canción "Tonight You Belong to Me" se utiliza en los créditos finales de Birth (2004).
- La canción "Tonight You Belong to Me" se utiliza en el anuncio de Milka "le dernier carré" en 2013. [8]
- La canción "Tonight You Belong to Me" se utilizó en el primer y último episodio de American Horror Story: Murder House .
- La canción "Tonight You Belong to Me" fue utilizada en el episodio 14 de Bunheads cantada por Sutton Foster y Hunter Foster.
- La canción "A Smile and A Ribbon" se utilizó en el episodio 18 de Bunheads .
- La canción "A Smile and A Ribbon" se utilizó en la película Ghost World de Terry Zwigoff . Se utilizó anteriormente en la novela gráfica en la que se basó la película .
- La canción "Tonight You Belong to Me" se utiliza en la película de 1979 The Jerk cantada por Bernadette Peters y Steve Martin .
- La canción "Tonight You Belong to Me" se utiliza en la novela visual de 2014 Liar Liar 2 de tokimekiwaku.
- La canción "Tonight You Belong to Me" fue sampleada en una variedad de canciones de Aha Gazelle de su álbum Free Barabbas .
- La canción "Tonight You Belong to Me" se utiliza en el comercial de Google de 2018 "Asistente de Google".
- La canción "Tonight You Belong to Me" se utilizó en el primer y sexto episodio de American Horror Story: Apocalypse .
- La canción "Tonight You Belong to Me" se utiliza en el sexto episodio de You .
- La canción "Tonight You Belong to Me" se utiliza en la película K-12
- La canción "Tonight You Belong to Me" se usó en la temporada 6, episodio 7 de Fear the Walking Dead .
- La canción "The Money Tree" se usó en el episodio 6 de la temporada 4 de The Marvelous Mrs. Maisel .
- Fueron ficticias como "Debbie y Susie" en una audición para Alan Freed en American Hot Wax (1978).
- Patience & Prudence hicieron su debut en los videojuegos en 2022, cuando su canción "Witchcraft" se usó en The Quarry .
- La canción "Tonight You Belong to Me" fue sampleada al comienzo de la canción "Hummingbird" de Metro Boomin con James Blake, que se usó en la película de superhéroes animada por computadora estadounidense de 2023 Spider-Man: Across the Spider-Verse .
- La canción "Tonight You Belong to Me" se utiliza en la obra de teatro, Stranger Things: The First Shadow .